# HD 3605
HD 3605 är en orange jätte i Bildhuggarens stjärnbild.
Stjärnan har visuell magnitud +6,41 och är nätt och jämnt synlig för blotta ögat vid mycket god seeing.